# 609

## Decese
- dată necunoscută: Zuhayr bin Abi Sulma  (n. 520)
- dată necunoscută: Tassilo I de Bavaria  (n. 560)